# Loipersdorf-Kitzladen
Loipersdorf-Kitzladen (mađarski: Lipótfalva-Kiczléd) je općina u kotaru Borta u Gradišću, Austrija. 